# Scytodes multilineata
Espèce
Scytodes multilineata est une espèce d'araignées aranéomorphes de la famille des Scytodidae.

## Distribution
Cette espèce se rencontre en Afrique de l'Ouest et en Afrique centrale.

## Description
Le mâle holotype mesure 4,5 mm.

## Publication originale
- Thorell, 1899 : Araneae Camerunenses (Africae occidentalis) quas anno 1891 collegerunt Cel. Dr Y. Sjöstedt aliique. Bihang till Kongliga Svenska vetenskaps-akademiens handlingar, vol. 25, no 1, p. 1-105 (texte intégral).